# Stubbs (Wisconsin)
Stubbs es un pueblo ubicado en el condado de Rusk en el estado estadounidense de Wisconsin. En el Censo de 2010 tenía una población de 579 habitantes y una densidad poblacional de 6,1 personas por km².

## Geografía
Stubbs se encuentra ubicado en las coordenadas 45°25′57″N 91°20′31″O / 45.43250, -91.34194. Según la Oficina del Censo de los Estados Unidos, Stubbs tiene una superficie total de 94.86 km², de la cual 92.96 km² corresponden a tierra firme y (2%) 1.9 km² es agua.

## Demografía
Según el censo de 2010, había 579 personas residiendo en Stubbs. La densidad de población era de 6,1 hab./km². De los 579 habitantes, Stubbs estaba compuesto por el 97.58% blancos, el 0.17% eran afroamericanos, el 1.04% eran amerindios, el 0% eran asiáticos, el 0% eran isleños del Pacífico, el 0% eran de otras razas y el 1.21% pertenecían a dos o más razas. Del total de la población el 0.52% eran hispanos o latinos de cualquier raza.